# Ed Ackerman
Ed Ackerman (Município de Columbia, 15 de agosto de 1977) é um ator e comediante norte-americano. Já participou de diversos filmes, programas de televisão e produções feitas para a internet.

## Vida e carreira

### Primeiros anos e educação
Ackerman nasceu em 1977 no Município de Columbia (Columbia Station), uma localidade rural nos arredores de Cleveland, em Ohio. Frequentou a Universidade de Akron, onde se formou em 2000. Iniciou sua carreira no entretenimento como personalidade de rádio ao trabalhar na estação local WZIP-FM. Posteriormente, tornou-se um rosto conhecido na comunidade de comédia e atuação de Cleveland ao se apresentar durante dois anos com a trupe Cabaret Dada, o grupo de teatro cômico de improviso mais antigo da cidade. Paralelamente, apareceu em vários comerciais locais. Em 2003, ele mudou-se para Los Angeles em busca de novas oportunidades como ator.

### Carreira posterior
Após atuar em peças publicitárias nacionais de marcas como NFL e Nokia, Ackerman apareceu em telesséries como Charmed, Bones, Vegas, Grey's Anatomy, Shameless, Young Sheldon e Hot in Cleveland, uma sitcom na qual contracenou com Betty White, Jane Leeves, Wendie Malick e Dave Foley. Na década de 2010, ele interpretou o papel recorrente de um visigodo numa série de comerciais da holding bancária Capital One, contracenando com Alec Baldwin em um dos anúncios. Entre seus trabalhos no cinema, estão a produção policial The Flock, a comédia 17 Again e os filmes de terror independentes Frozen e Hatchet II, ambos dirigidos por Adam Green.
Em 2015, Ackerman atuou no curta-metragem independente Hugs with Hank, que ele também escreveu e produziu. O filme foi selecionado e indicado a melhor comédia ou drama no Los Angeles Independent Film Festival, bem como fez parte da seleção oficial do Los Angeles CineFest. Em 2020, ele interpretou o protagonista no terror Bloodhound e, no ano seguinte, desempenhou o papel principal no curta independente Ghost Dog, também dirigida por Green. Ackerman fez parte ainda da companhia teatral hollywoodiana ACME Comedy Theatre, pela qual estrelou em 2009 a série ACME Saturday Night, transmitida via streaming.

### Vida pessoal
Ackerman reside em Los Angeles com sua esposa, Cassie. Ele é apoiador da NOH8 Campaign, uma organização filantrópica que promove o casamento igualitário. É fã das equipes esportivas Cleveland Browns, Cleveland Cavaliers e Indians.

## Filmografia

### Cinema
| Ano  | Título                    | Papel            | Notas                                 | Ref.   |
| ---- | ------------------------- | ---------------- | ------------------------------------- | ------ |
| 2007 | The Glitch                | Garçom           | Curta-metragem                        | [ 11 ] |
| 2007 | The Flock                 | Louis Kessler    |                                       | [ 12 ] |
| 2008 | Remarkable Power          | Detetive Shaver  |                                       | [ 13 ] |
| 2009 | 17 Again                  | Policial escolar |                                       | [ 14 ] |
| 2009 | Table for Three           | Barman           |                                       | [ 11 ] |
| 2010 | Frozen                    | Jason            |                                       | [ 2 ]  |
| 2010 | Hatchet II                | Cleatus          |                                       | [ 14 ] |
| 2010 | Modern Romance            |                  | Curta-metragem                        | [ 13 ] |
| 2011 | Damn Love                 | Geek             | Curta-metragem                        | [ 15 ] |
| 2011 | The Change-Up             | Victor           |                                       | [ 14 ] |
| 2011 | Chillerama                | Bilheteiro       | Segmento: "Zom-B-Movie"               | [ 16 ] |
| 2012 | Meat                      | Redneck          | Curta-metragem                        | [ 17 ] |
| 2013 | Cowboy Dreams             | Caubói           | Curta-metragem                        | [ 18 ] |
| 2014 | North Blvd                | Gene             |                                       | [ 19 ] |
| 2014 | Awesome Asian Bad Guys    | Odd Job          |                                       | [ 19 ] |
| 2014 | The Red House             | William          |                                       | [ 2 ]  |
| 2015 | Jenny's Wedding           | Bombeiro         |                                       | [ 20 ] |
| 2015 | Hugs with Hank            | Hank Conner      | Curta-metragem; roteirista e produtor | [ 6 ]  |
| 2018 | The Intervention          | Mudo             | Curta-metragem                        | [ 21 ] |
| 2018 | For the Love of Halloween | Ele mesmo        | Documentário                          | [ 19 ] |
| 2020 | Punching and Stealing     | KJ Chalk         |                                       | [ 22 ] |
| 2020 | Bloodhound                | Abel Walker      |                                       | [ 2 ]  |
| 2020 | The Rabbit Hunters        | Zadar            | Curta-metragem                        | [ 2 ]  |
| 2021 | Ghost Dog                 | Ed               | Curta-metragem                        | [ 8 ]  |

### Televisão
| Ano     | Título                      | Papel                         | Notas                                    | Ref.   |
| ------- | --------------------------- | ----------------------------- | ---------------------------------------- | ------ |
| 2005    | Charmed                     | Jovem                         | Episódio: "Rewitched"                    | [ 23 ] |
| 2007    | Life                        | Mason                         | Episódio: "Tear Asunder"                 | [ 23 ] |
| 2007    | Bones                       | Policial na multidão          | Episódio: "Boy in the Time Capsule"      | [ 24 ] |
| 2010    | Choke.Kick.Girl: The Series | KJ Chalk                      | Telessérie                               | [ 13 ] |
| 2012    | Vegas                       | Segurança                     | Episódio: "All That Glitters"            | [ 24 ] |
| 2013    | Last Man Standing           | Cliente                       | Episódio: "Back to School"               | [ 2 ]  |
| 2014    | Grey's Anatomy              | Homem do globo ocular         | Episódio: "Fear (of the Unknown)"        | [ 23 ] |
| 2014    | Finding Carter              | Policial                      | Telessérie                               | [ 13 ] |
| 2014    | The Haunted Hathaways       | Stan                          | Episódio: "Haunted Mind Games"           | [ 25 ] |
| 2015    | Hot in Cleveland            | Lyle                          | 1 episódio                               | [ 2 ]  |
| 2017    | Trial & Error               | Membro do júri                | 2 episódios                              | [ 2 ]  |
| 2017    | One of Us                   | Delegado Wyatt                | Telefilme                                | [ 19 ] |
| 2017    | Doubt                       | Membro do júri                | Episódio: "To See, to Tell"              | [ 26 ] |
| 2017    | Ten Days in the Valley      | Cliente bêbado                | Episódio: "Day 2: Cutting Room Floor"    | [ 27 ] |
| 2018    | Here and Now                | Outro oficial                 | Episódio: "It's Coming"                  | [ 28 ] |
| 2019-20 | Young Sheldon               | Nate                          | 2 episódios                              | [ 2 ]  |
| 2020    | Shameless                   | Advogado assistente McClatchy | Episódio: "Now Leaving Illinois"         | [ 29 ] |
| 2020    | 9-1-1                       | Expedidor                     | Episódio: "The Taking of Dispatch 9-1-1" | [ 23 ] |
| 2020    | Bob Hearts Abishola         | Homem                         | Episódio: "Straight Outta Lagos"         | [ 2 ]  |

### Web
| Ano  | Título              | Papel     | Notas                   | Ref.   |
| ---- | ------------------- | --------- | ----------------------- | ------ |
| 2009 | ACME Saturday Night |           | Musical via streaming   | [ 9 ]  |
| 2015 | Horrified           | Ele mesmo | Episódio: "Ed Ackerman" | [ 30 ] |